# فیضا جیولک
ملیس جیولک (Feyza Civelek)، (متولد ۲۸ آوریل ۱۹۹۵ در استانبول)، بازیگر زن اهل ترکیه است. او به ویژه به خاطر بازی در سریال‌های تلویزیونی ترکیه، شناخته می‌شود. در سریال اسمش را فریحا گذاشتم در نقش «لارا» شرکت داشت. او همچنین در سریال  شربت زغال‌اخته در نقش نیلای بازی می‌کند.
مادر او ملیس جیولک فیلم‌نامه‌نویس مشهور است و یک برادر به نام عمر نادر جیولک دارد.